# Пічкар Микола Михайлович
Микола Михайлович Пічкар (нар. 15 грудня 1944, село Тур'я Бистра, тепер Перечинського району Закарпатської області) — український радянський діяч, закрійник Ужгородської взуттєвої фабрики. Депутат Верховної Ради УРСР 8-9-го скликань. 

## Біографія
Освіта середня.
З 1962 р. — закрійник взуттєвої фабрики Закарпатської області.
У 1964 — 1967 р. — служба в Радянській армії.
З 1967 р. — закрійник Ужгородської взуттєвої фабрики.
Потім — на пенсії у місті Ужгороді.

## Нагороди
- ордени
- медалі